# 德利西亞斯 (塔奇拉州)
德利西亞斯（西班牙語：Delicias），是委內瑞拉的城鎮，位於該國西南部塔奇拉州，是烏達內塔市的首府，始建於1883年8月18日，該城鎮海拔高度1,480米，2001年人口6,224。
7°33′55″N 72°26′48″W / 7.56528°N 72.44667°W